# Sarah Wayne Callies
Sarah Wayne Callies (La Grange, Illinois, 1. lipnja 1977.), američka filmska glumica.

## Životopis

### Djetinjstvo
Njezina se obitelj preselila u Honolulu, Havaji, dok je imala jednu godinu. Već kao mlada djevojka, Sarah je izrazila veliku zainteresiranost za glumu. Njezini su roditelji bili profesori na sveučilištu na Havajima, no ona nije slijedila njihove korake. Umjesto toga, izabrala je glumu. Nakon mature, Sarah je krenula na sveučilište Dartmouth u Hannoveru, New Hampshire. 

### Karijera
Calliesina prva televizijska uloga je bila "Kate O'Malley", gostujuća uloga u američkoj odvjetničkoj seriji "Zakon u New Yorku" (Queens Supreme). Prvu glavnu ulogu ostvarila je u kratkoj američkoj akcijskoj seriji Tarzan - kralj New Yorka (Tarzan).
Nakon što se pojavila u nekoliko američkih serija, u gostujućim ulogama, pozvana je da glumi i FOX-ovoj seriji Zakon braće (Prison Break), u ulozi doktorice Sare Tancredi.

### Privatni život
21. lipnja 2002., Sarah se vjenčala za Josha Winterhalta, kojeg je upoznala na Darthmouth sveučilištu. Preselili su se u New York, za potrebe snimanja serije. 23. siječnja 2007., njen je agent objavio da par čeka svoje prvo dijete.

## Filmografija
- 2003. Zakon u New Yorku - kao Jenny Rochester
- 2003. Zakon i red: Odjel za žrtve -
- 2003. – 2007. Queens Supreme - kao Kate O'Malley
- 2003. Dragnet -kao Kathryn 'Kate' Randall
- 2003. Tarzan - kralj New Yorka - kao 	Officer Jane Porter
- 2004. The Secret Service - kao Laura Kelly
- 2005. Zakon brojeva - kao Agent Kim Hall
- 2005. – 2009. Zakon braće - kao Dr. Sara Tancredi
- 2006. The Celestine Prophecy - kao Marjorie
- 2007. Šapat - kao Roxanne
- 2010. -danas Živi mrtvaci (TV serija) - kao Lori Grimes
- 2011. Black Gold -kao Kate Summers
- 2011. Faces in the Crowd - kao Francine